# 立川かしめ
立川 かしめ（たてかわ かしめ、1989年3月30日 - ）は、落語立川流に所属する落語家。本名：木村 勇貴。

## 経歴
名古屋市立苗代小学校、名古屋市立守山東中学校、愛知県立明和高等学校、早稲田大学教育学部理学科地球科学専修を卒業後（早稲田大学寄席演芸研究会OB）、アサツー ディ・ケイ（現：ADKホールディングス）に4年間勤務。文具や玩具メーカーの営業を担当する。
2015年、立川こしらに入門。こしらが、入門直後のこの弟子の高座名の命名権（期間1年）をヤフオク!に出品した。落語家の命名権売買は史上初。結果、アイドルグループの仮面女子が25万1000円で落札し、「立川仮面女子」を名乗ることになった。2016年10月、命名権が切れたことにより、こしら命名の「かしめ」に改名。改名初日の10月15日から1週間にわたり、都内3か所の街頭ビジョンにて改名を告知する映像が流れた。
2018年10月26日、横浜にぎわい座での「立川かしめ前座総決算二つ目イクアリテ」で、大師匠にあたる立川志らくから、「かしめが覚えて演じることができる（持っている）落語50席のうち、音源のみで覚えたものを実際に他の噺家に稽古をつけてもらう」という条件付きでの二ツ目昇進内定をもらった。
2020年4月、二ツ目に昇進。4月15日∶国立演芸場で予定されていた昇進披露興行は新型コロナウイルスの影響で延期され、ゲストに広瀬和生、春風亭一之輔、三遊亭兼好、三遊亭遊雀を招き、口上のみを同所から配信の形で行った。11月25日に渋谷区文化総合センター大和田さくらホールにて、延期になっていた二ツ目昇進披露興行を開催する。
2022年5月6日、師匠のこしらからTwitterにて1000日後に真打昇進の内定を貰った事を報告。
上記の予定から2025年1月30日に真打昇進予定となっていたが、正式な昇進期日は2025年5月現在未定である。

## 芸歴
- 2015年 - 立川こしらに入門、前座名「仮面女子」。
- 2016年10月 - 「かしめ」に改名。
- 2020年4月 - 二ツ目昇進。

## 人物
- 師匠こしらの師匠立川志らくにとって初のプロの専業落語家の孫弟子である。また、その師である談志や5代目柳家小さんにとっても、初の曾孫弟子・玄孫弟子となる[注 1]。
- 三遊亭遊雀とは噺家になる前から面識があった。木村君（本名）が落語家に入門するという噂を聞いた遊雀は、彼が自分のところにやって来るかと思っていたら、こしらに入門したので驚いた。
- こしらから噺の稽古をつけてもらったことはない。
- 林家木りんとインスタライブをしていた。
- 2020年5月10日、こしらより、44日間連続出演していたYoutube配信番組『大喜利セーフ22』からの”破門”を宣告されるが、それ以降は大喜利セーフ22の派生番組『OOGIRI22:22(ツーフォー)』を立ち上げ、そちらの司会・配信活動も並行して行っている。

## 出演

### テレビ
- BS日テレ「笑点 特大号」
  - 「若手大喜利コーナー」座布団運び（2024年7月30日放送）
  - 「若手大喜利コーナー」（2024年8月27日放送[8]）
  - 「若手大喜利でどう生きるかコーナー」（2024年9月24日放送[9]）

### ラジオ
- 「SHIBA-HAMAラジオ」（文化放送、2018年10月2日 - 2019年3月28日）
- 「林家希林とかしめ・洋平の今夜は話さナイト」（K-MIX、2022年4月7日 - ）
- 「桂宮治のザブトン5」（文化放送、2023年12月26日、2023年12月29日）
- 「小痴楽の楽屋ぞめき」（NHKラジオ第一、2024年2月4日[10]、2024年2月11日[11]、2024年2月18日[12]、2024年2月25日[13]）
- 「立川かしめのちょいと足しらじお」（FMつしま、2024年4月 - )

### 広告
- ニューギン「花慶の日」連れ慶応援隊長（2019年〜）[14]

### YouTube・ネット配信
- 大喜利セーフ22（YouTube、2020年3月28日 - 2022年1月30日）
- らくごのブンカ「ちょちょらのブンカ」（文化放送、2020年4月6日 - ）
- OOGIRI22:22（YouTube、2020年5月11日 - 2022年12月29日、2023年12月31日）
- 大喜利2アウト（YouTube、2020年7月6日 - 2022年5月30日）
- 大喜利22cc（YouTube、2020年10月13日 - ）
- 街録ch〜あなたの人生、教えて下さい〜（YouTube番組、2021年7月28日放送）

### 舞台
- ダンスミュージカル「お私立 花村学園2022」（2022年、スタジオY.D.U） - 坂本一馬 役

### 映画
- 「パラダイス／半島」（2023年） - 鈴木竜 役